# Rubrouck
Rubrouck (in olandese Rubroek) è un comune francese di 951 abitanti situato nel dipartimento del Nord nella regione dell'Alta Francia. Fra i suoi personaggi storici, Guglielmo di Rubruck fu tra i primissimi europei a viaggiare in Mongolia nel XIII secolo, circa 50 anni prima di Marco Polo.

## Amministrazione

### Gemellaggi
Bulgan, dal 1994

## Società

### Evoluzione demografica
Abitanti censiti